# Nā'īn (kommunhuvudort i Iran)
Nā'īn (persiska: Nā’īn, نائین) är en kommunhuvudort i Iran.   Den ligger i provinsen Esfahan, i den centrala delen av landet, 400 km söder om huvudstaden Teheran. Nā'īn ligger 1 564 meter över havet och antalet invånare är 24 424.
Terrängen runt Nā'īn är lite kuperad, och sluttar österut. Trakten runt Nā'īn är nära nog obefolkad, med mindre än två invånare per kvadratkilometer. Det finns inga andra samhällen i närheten. Trakten runt Nā'īn är ofruktbar med lite eller ingen växtlighet.